# スウェーデン国鉄Rc形電気機関車
スウェーデン国鉄Rc形電気機関車（スウェーデンこくてつRcがたでんききかんしゃ）はスウェーデン国鉄 (SJ) が導入した電気機関車である。
本項ではRc形をベースにしたRm形電気機関車、Rz形電気機関車とRc形を更新改造したRd2形電気機関車についても記述する。

## 概要
旅客用に求められる性能と、貨物用に求められる性能を兼ね備えた機関車として、先に登場した試作機Rb形電気機関車を基に設計・開発された。「Rc」という形式名は4軸駆動のボギー台車を採用する機関車につけられた記号「R」、およびRシリーズで3種類目に登場した機関車ことを表すアルファベットの3番目の文字「cに由来する。
1966年から1988年にの約20年間にわたりスウェーデンの機関車としては最多となる366両がアセア（現・ABB）にて製造された。なお、スウェーデン国鉄 (SJ) は2001年1月1日付で以下の会社に分割、民営化されており本項でも以下の表記を用いる。また、上下分離経営の進んだスウェーデンでは以下の会社以外にもヴェオリア・トランスポール（旧：コネックス）のように本系列を所有し、線路を借りて列車を運行するという形を取る会社がいくつかある。
- スウェーデン鉄道 (SJ AB)  - 旅客会社
- グリーン・カーゴ - 貨物会社
- バンバケット - 保線会社

90年代以降、旅客列車には加速や最高速度に優れる新型電車が投入されているために徐々に活躍の場を狭めつつあるが、現在でもスウェーデンでもっとも普通にみられる機関車である。

## 各車両共通事項

### 車体外観
いづれの形式も15.5m級の箱形車体でライト類は車体下部と車体上部にそれぞれつく。連結器は一見すると日本でもおなじみの自動連結器に見えるがねじ式である。連結器の両側には緩衝器を備えるヨーロッパではおなじみのスタイルである。架線集電なので屋根上にはパンタグラフを2基設置している。
塗装は銀色、青色、オレンジ色、黒色やツートーンのものなど様々なものがある。

### 機器類
Rb形での試験を踏まえて、サイリスタと直流モーターの組み合わせを採用している。モーター出力は900kW/基のものを4つ搭載、車軸の配置はBo'-Bo'（UIC表記）の4軸駆動で、最高速度は130km/hないしはそれ以上である。ブレーキは摩擦によるブレーキのみで発電ブレーキの類は付いていない。ただし、踏面ブレーキではなくディスクブレーキを採用している。

## 系列別概要

### Rc1形
Rc形の中では最初に登場したグループで1967年に20両が製造された。後述のRc2形が登場するまでは単にRc形と呼ばれていたが、Rc2形の登場とともにRc1形に変更となった。登場当初は急行列車に投入されたが、後に様々な列車を牽引するようになった。
1990年代初頭更新改造が行われた。これにより車体側面にベンチレーターの新設と無線操縦を可能とするように改造され、塗装も青色を基調とする色に変更された。同時に操車場での入れ替え作業を主に担当するようになった。2001年の分割民営化では貨物会社、グリーン・カーゴに引き取られた。現在は操車場での入れ替え作業をメインに、一部の列車の牽引を行っている。

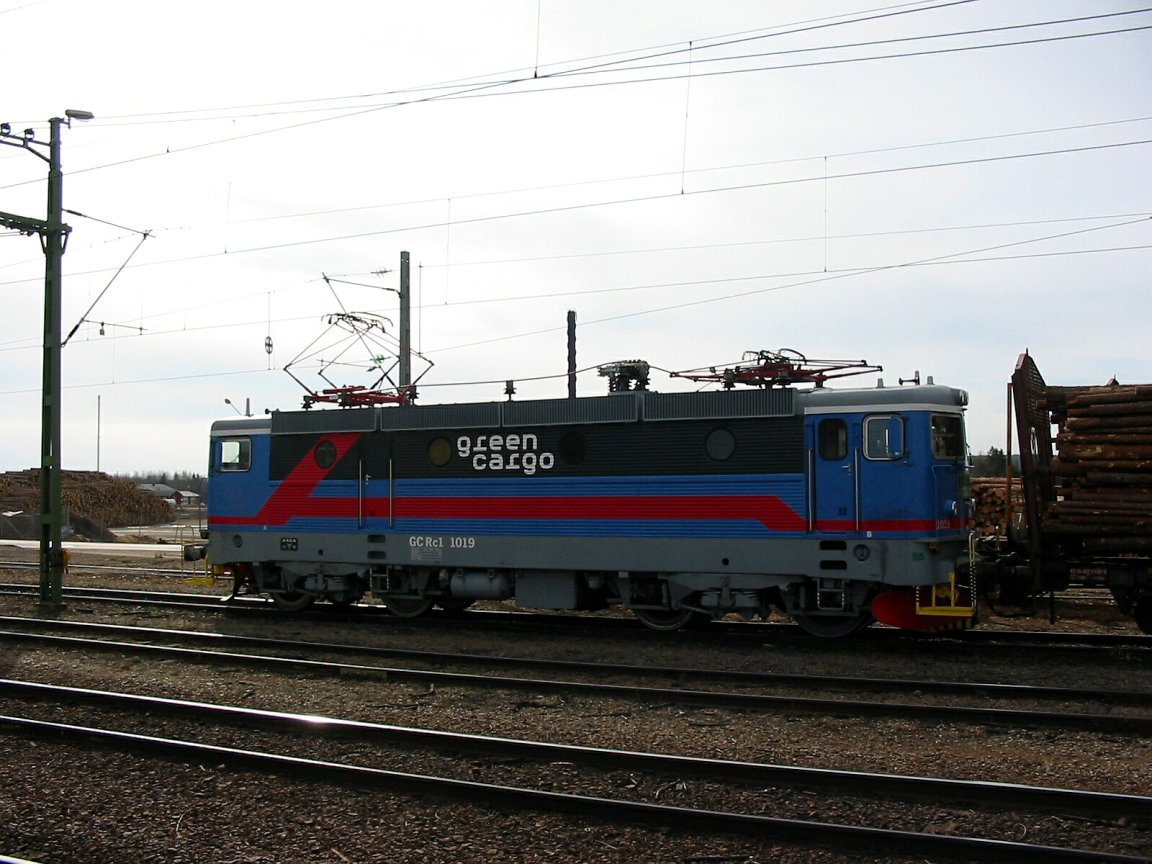
Rc1形

### Rc2形
Rc1形（当時Rc形）の改良グループとして1969年から1975年にかけて100両が製造された。
2001年の分割民営化後は貨物会社、グリーン・カーゴに引き取られた。現在は主にスンツヴァル以南の貨物列車に充当されている。グリーンカーゴではRc2形のうち80両の更新工事を行うと発表した。これを施工されたRc2形は形式が「Rd2形」（詳細は後述）に変更される。

### Rc3形
Rc2の歯車比を改造したものと新造されたものからなる旅客用グループで最高速度を160km/hである。分割後は全車両が旅客会社に引き継がれたが、スウェーデン鉄道X40形電車の導入によって早くも余剰が出た。余剰車両は小規模の鉄道会社向けに貸与したり、グリーン・カーゴが郵便列車用に買い取ったりしている。

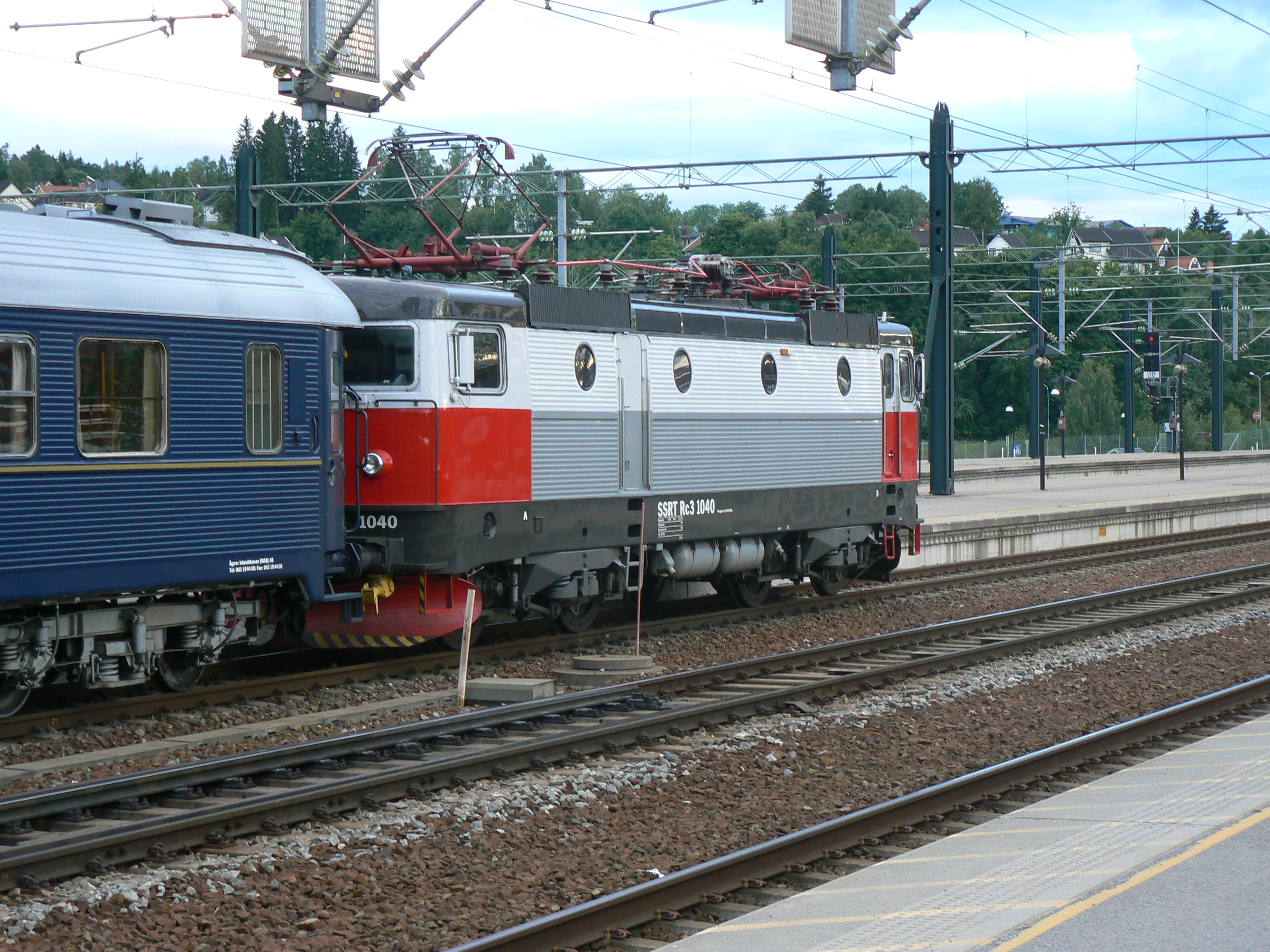
Rc3形
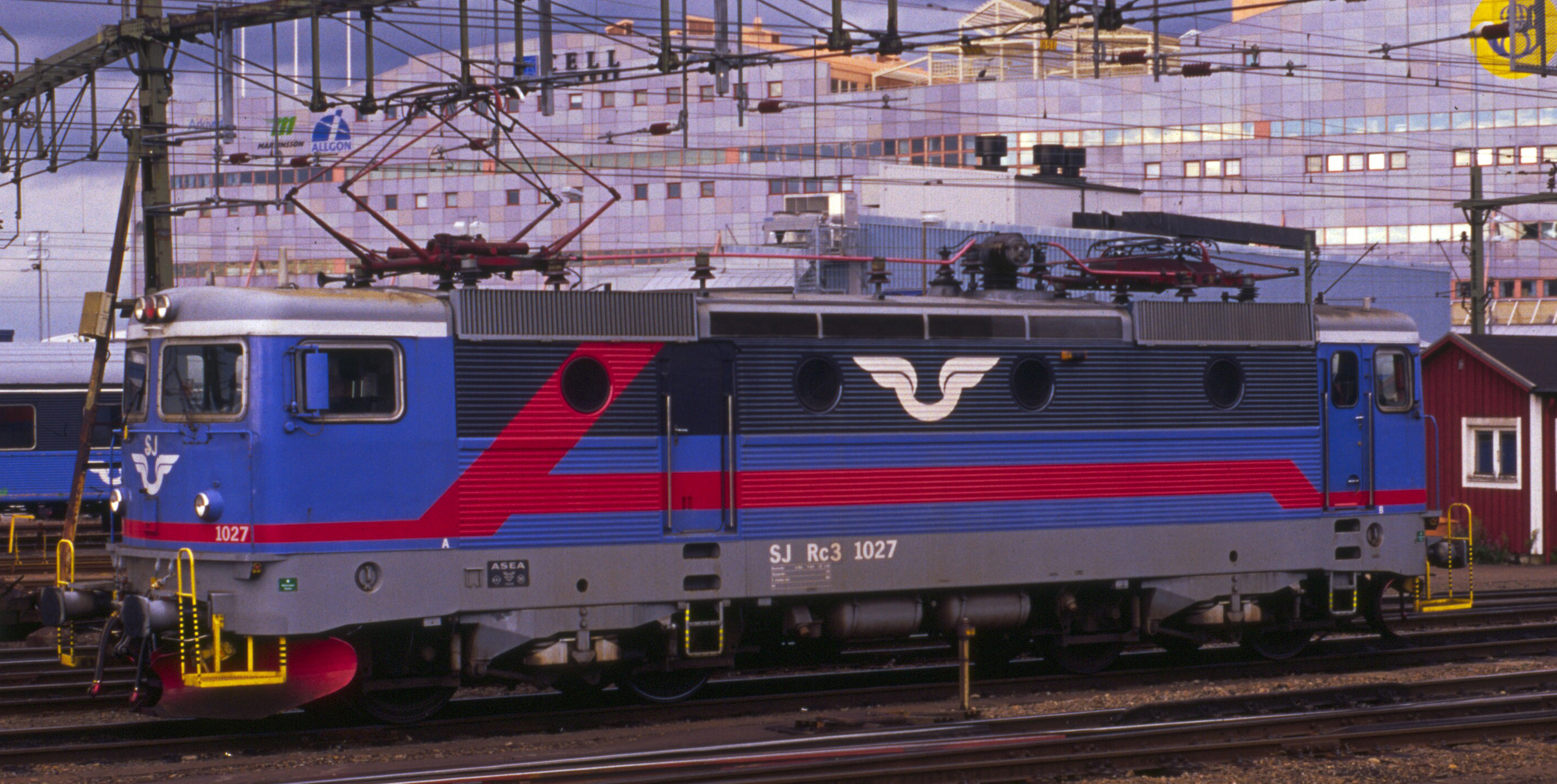
1027号機 2001年8月

### Rc4形
1975年に130両が導入された。最高速度135km/hの貨物・旅客兼用機である。国鉄時代は様々な列車に使用されていたが、分割民営化にあたってはグリーン・カーゴに引き継がれたために現在は貨物列車専用機である。
1322号機は郵便列車の牽引のために最高速度を160km/hに向上する改造を行ってRc3形に編入された。しかし、Rc3形との相違点が多かったので、後に新形式「Rc4P形」が設定されてこちらに編入し直している。
国鉄時代の塗装はRa形のような明るいオレンジ色をまとっていたが、グリーンカーゴに所属が移ると順次青色を基調とした色に変更された。当初は2005年までに前期の変更を終える予定であったが、2006年にスウェーデンの鉄道開通150周年を迎えるために1290号機だけはオレンジ色のまま残され、イベント終了とともに塗り替えられた。
1970年代の一時期、アムトラックとノルウェー国鉄 (NSB) に貸し出されており、本系列をベースにした輸出仕様が、両社の他イランなどにも存在する。

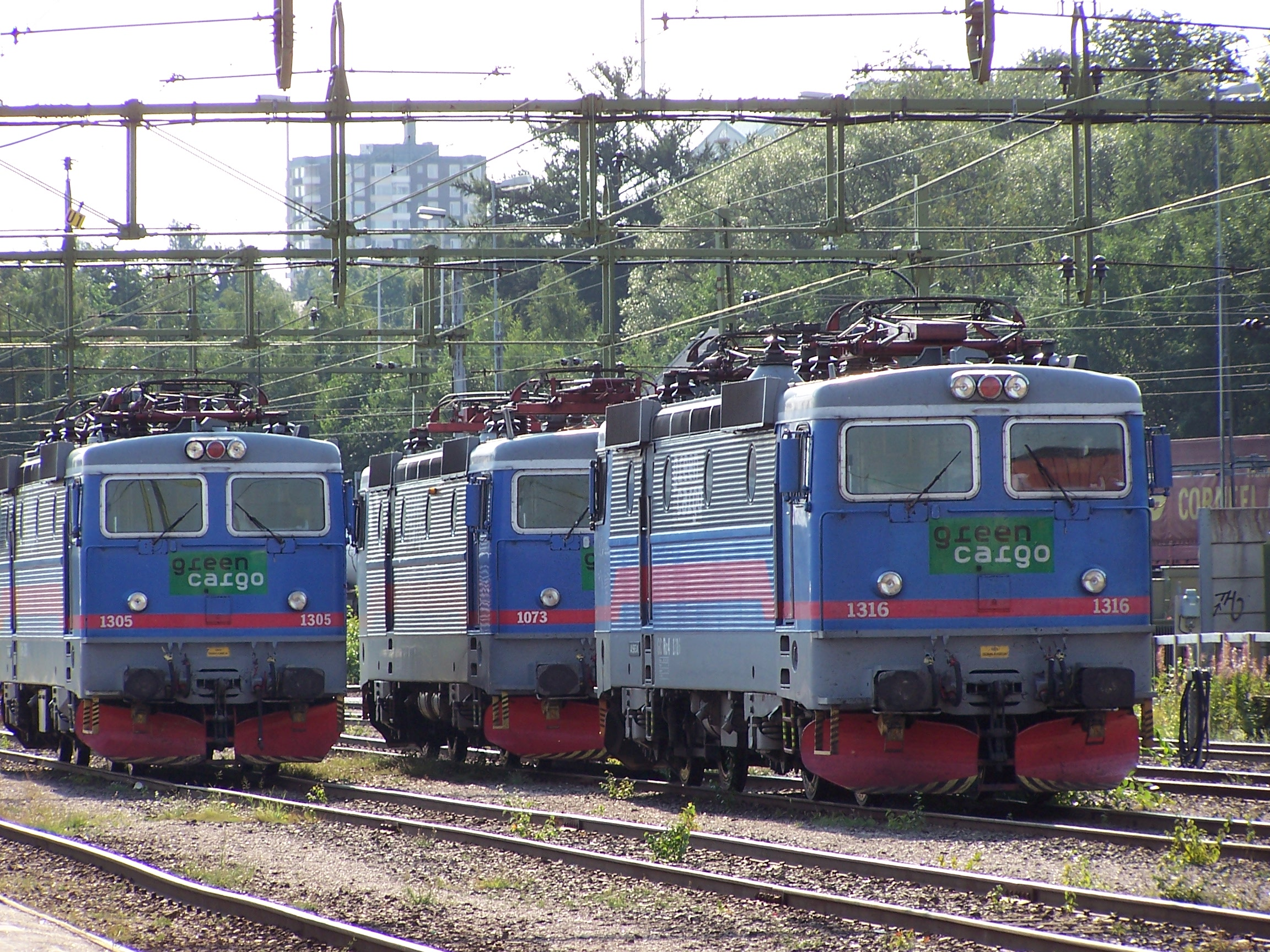
グリーン・カーゴのRc4
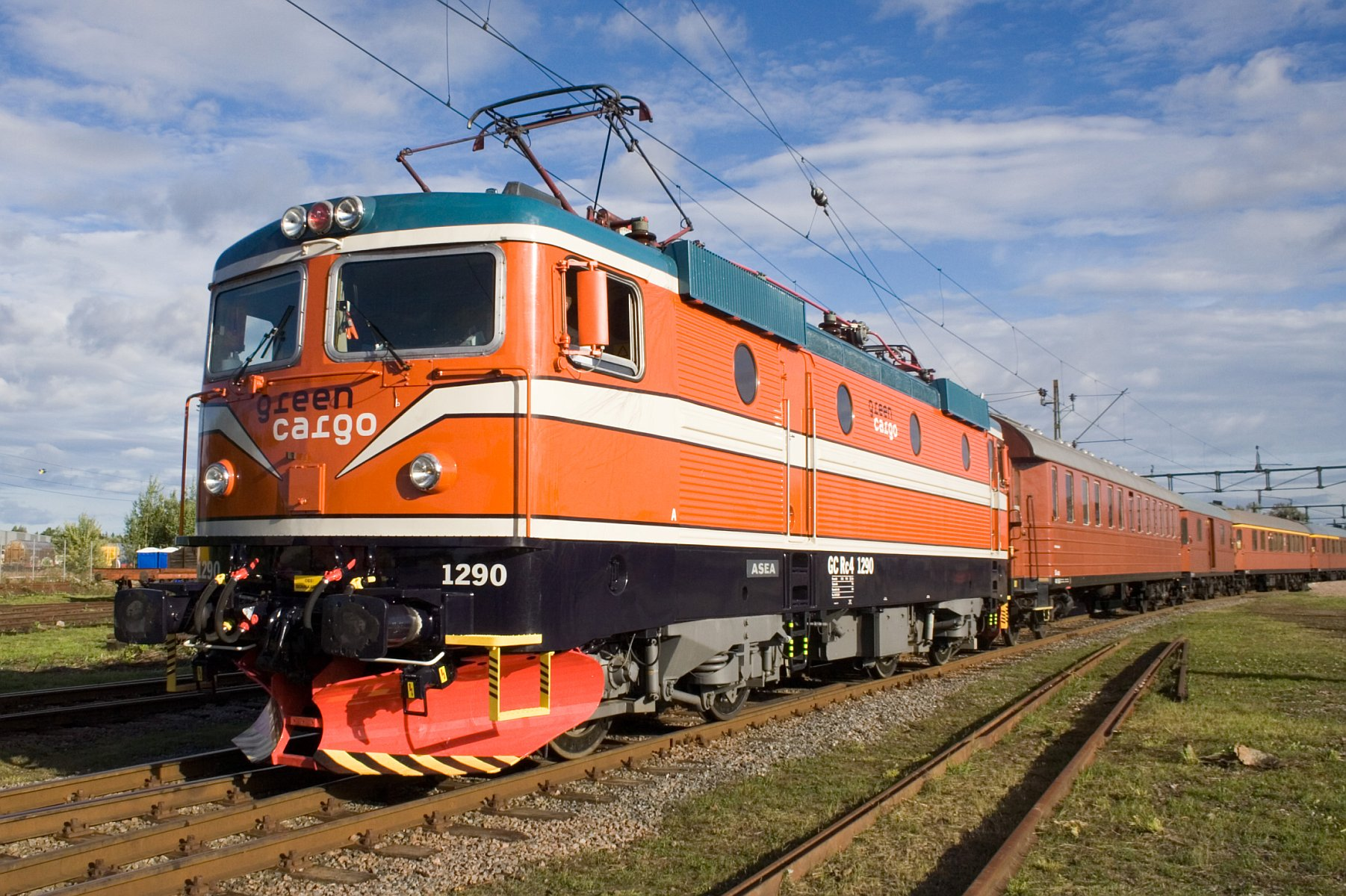
1290号機 2006年9月
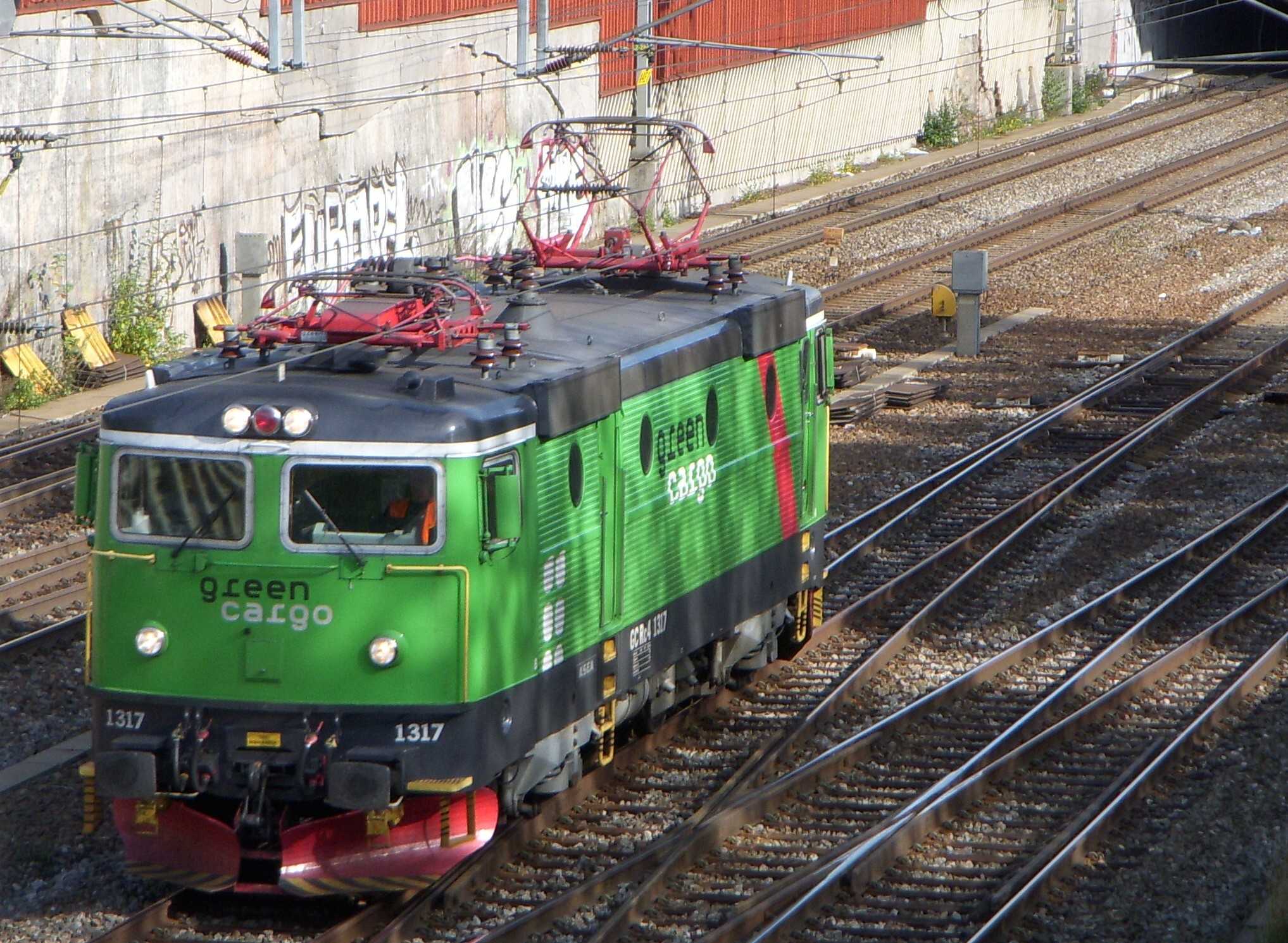
グリーン・カーゴ新塗装 2009年9月

### Rc5形
60両製造されたが、1995年11月までにすべて歯車比を変更しRc6に改造されて消滅した。

### Rc6形
Rc5から改造された60両とRc6として製造された40両の100両からなるグループ。

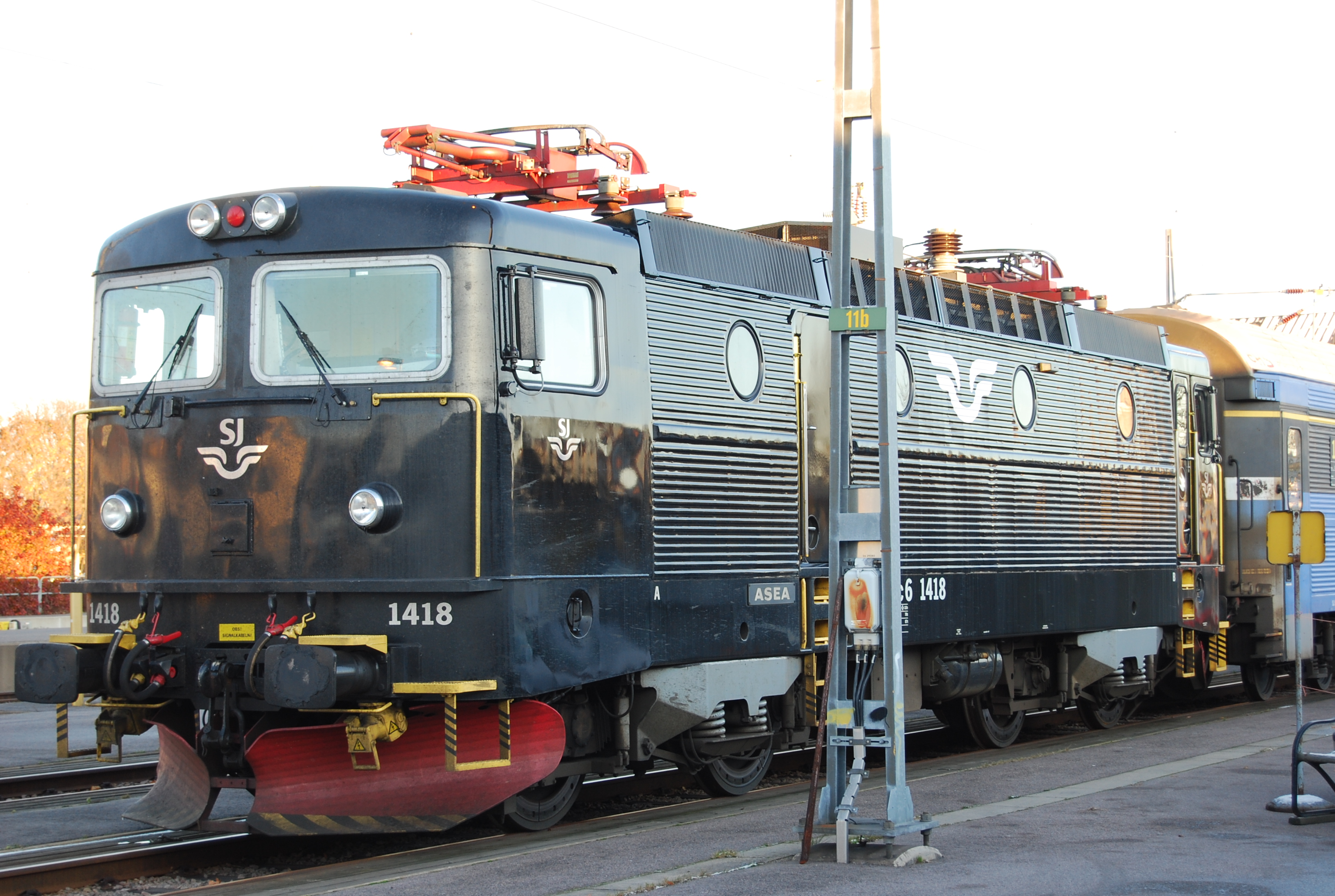
黒色の1418号機 2008年11月
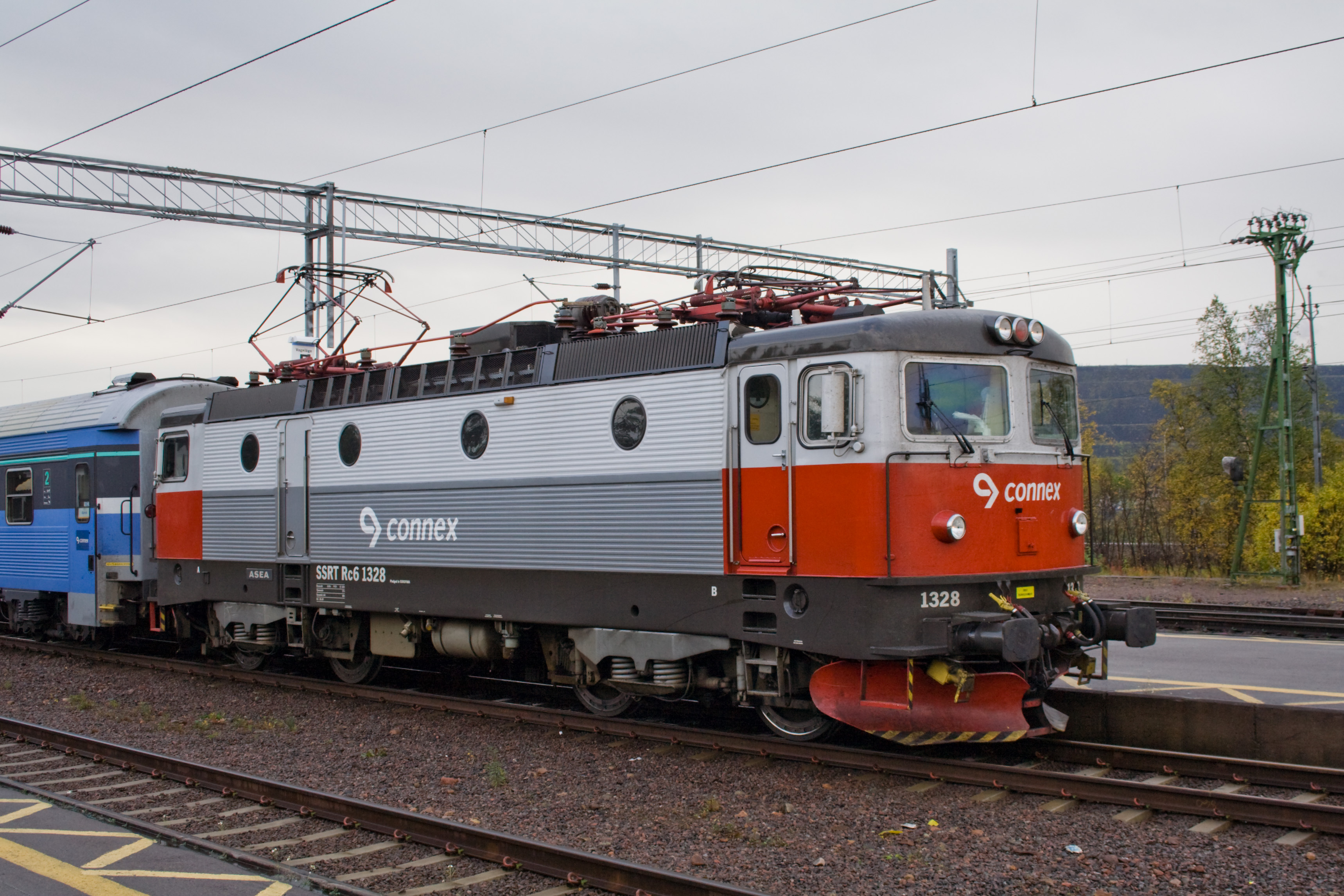
コネックス色の1328号機 2006年9月

### Rc7形
2000年代初頭、高速列車X2000で用いられているX2系電車の不足分を補うためにRc6形の1421号機と1422号機では最高速度を180km/hに向上させる改造が施されRc7形に形式変更された。
Rc7形の牽引する列車は「Blue X（ブルーエックス）」または「IC 11（インターシティ 11）」と呼ばれ、主にストックホルムとファールン方面を結ぶ列車に充当されたが、運行開始後に160km/hより高速で走る列車は電磁力によるブレーキの設置が義務付けられてしまい、再度改造を検討したものの改造に多額の費用がかかることが判明したため取りやめとなった。最高速度向上改造する改造を受けた2機も早々にRc6形に戻されたが、ダークブルーの塗装は維持されている。

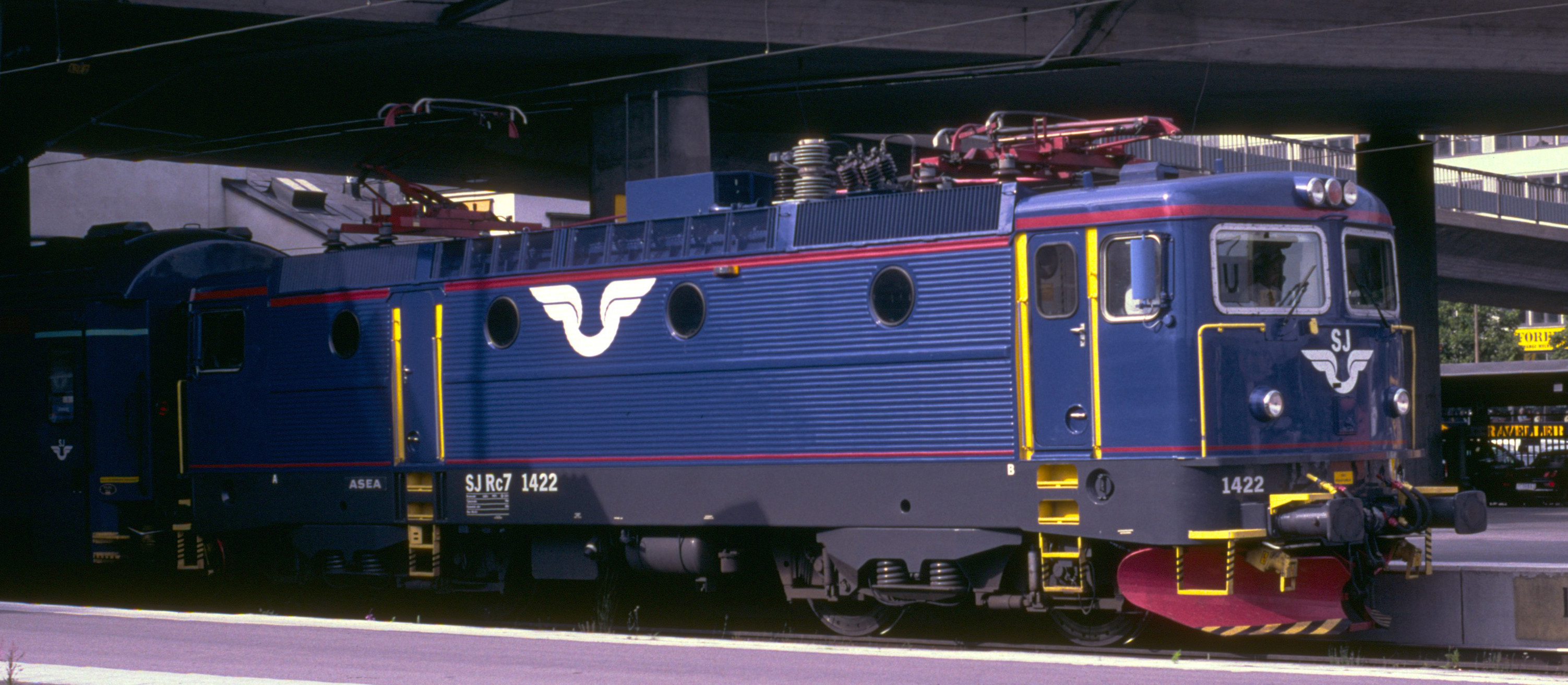
1422号機。Rc7という形式名が確認できる。 2002年 ストックホルム中央駅

### Rm形
キルナ鉱山で産出する鉄鉱石を運ぶマルムバナン線でDm3形などと使用するために1977年に6両が製造された。Rc形をベースとはするものの牽引力を重視して歯車比を低速向けに設定し、最高速度は100km/hに抑えたほか死重を搭載し粘着力の増加を図った専用設計で、貨車との連結に備え連結器は自動連結器を採用した。
マルムバナン線では3重連を組んで鉄鉱石の輸送にあたったが、1990年代半ばには機関車が余剰となったことから鉄鉱石輸送に特化したDm3形よりも転用が容易な本形式が他の路線に転用されることになった。転用にあたり、連結器はねじ式にしたものの最高速度などには手を加えなかった。分割民営化後はグリーン・カーゴが引き継ぎマルメを中心としたスウェーデン南部で貨物列車に使用されている。

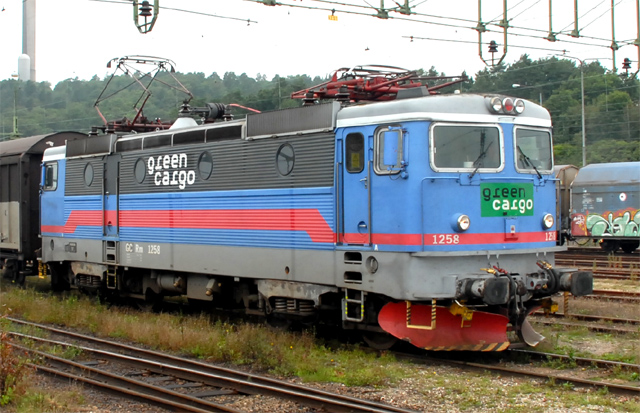
1258号機 2007年6月

### Rz形
次世代型機関車の開発を目的にアセア社によって本系列をベースに製造された試作機である。1982年に1両が製造された。1989年まで試験が続けられたものの、新機軸を積んだ機関車であったが、問題がいくつかあり国鉄の注文を取れなかったこと、アセアがブラウン・ボベリと合併し本社がスイスに移った混乱期と重なったことなどで開発は中止された。しかし、その技術は後年Rc5形やX2系電車の開発に活かされている。
廃車後は鉄道博物館などにいたが、現在はTagab社が購入しクリスティーネハムン近郊に留置されている。ただし、部品取り用とされており先行きは明るいものではない。

### Rd2形
Rc2形をボンバルディア・トランスポーテーションのヴェステロース工場で改造したもの。最初の車両は2009年秋に完成し、2010年11月にグリーン・カーゴ社の車籍を得た。12月からは乗務員訓練が行われる予定。
更新車の塗装はグリーン・カーゴの新標準色である明るい緑色を採用し、前面中央部分にジャンパ線、GPS、空転防止機構が設置され、車内も振動軽減やモニタ装置の設置が行われている。

## 輸出仕様
オーストリア連邦鉄道では山岳区間を走る機関車の候補として1970年に1049号機を借りて試運転を行い、結果としてRc2形をベースにした1043形が10両製造された。2001年、スウェーデンの複数の会社によって1043形のうち、事故廃車になった1両を除く9両が購入され、スウェーデン国内で使用されることになった。これらはRc2形とよく似ているがライトの配置と数が異なる。
他にもノルウェー国鉄のEl16形、アムトラックのAEM-7形やイラン・イスラーム共和国鉄道向けにRc形をベースにした機関車が輸出されている。このうちAEM-7形はアムトラックの東部電化区間で1979年から30年以上にわたって主力として活躍してきたが、2014年より後継のシーメンス製ACS-64型へ急速に置き換えが進んでいる。

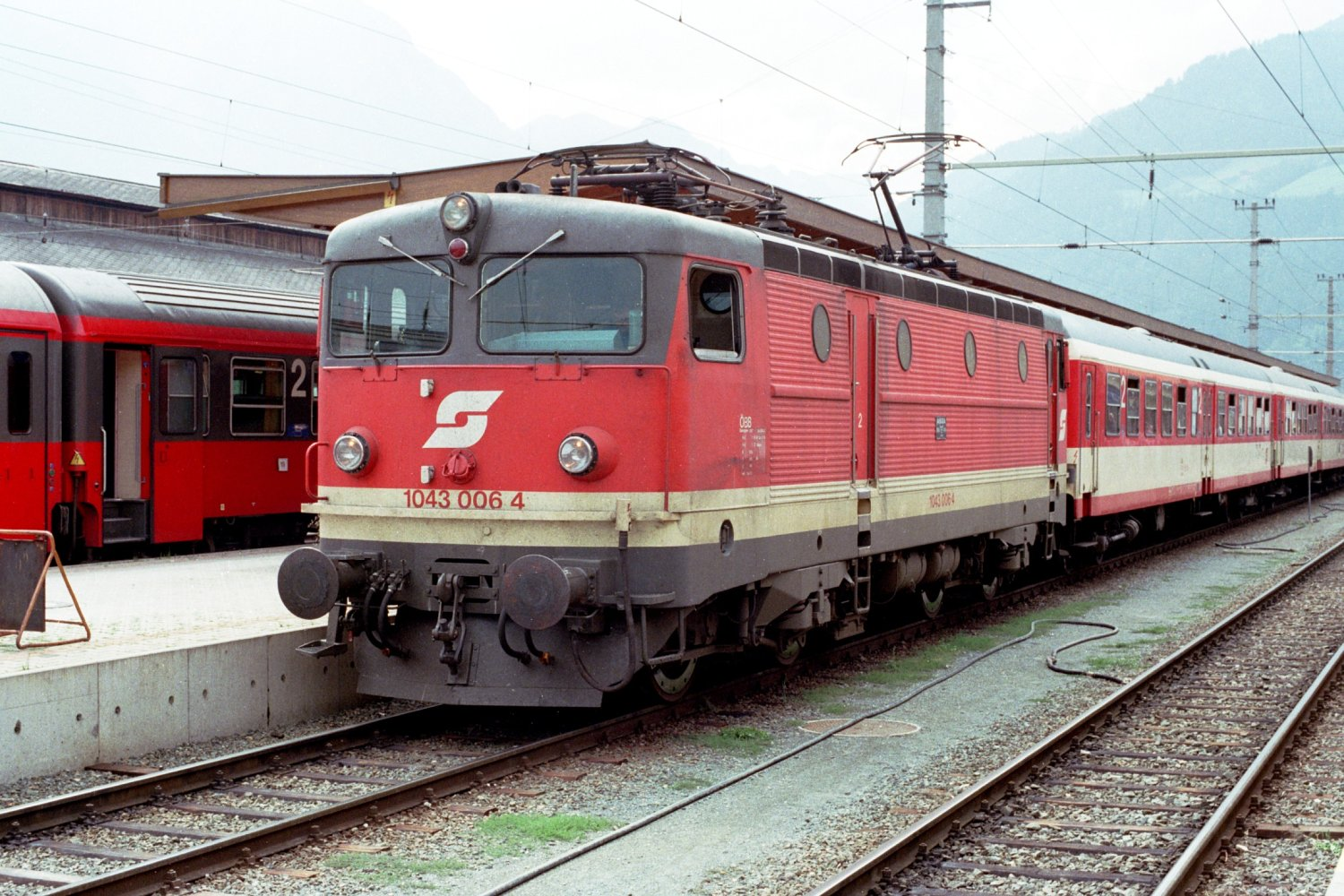
オーストリアの1043形 1995年8月
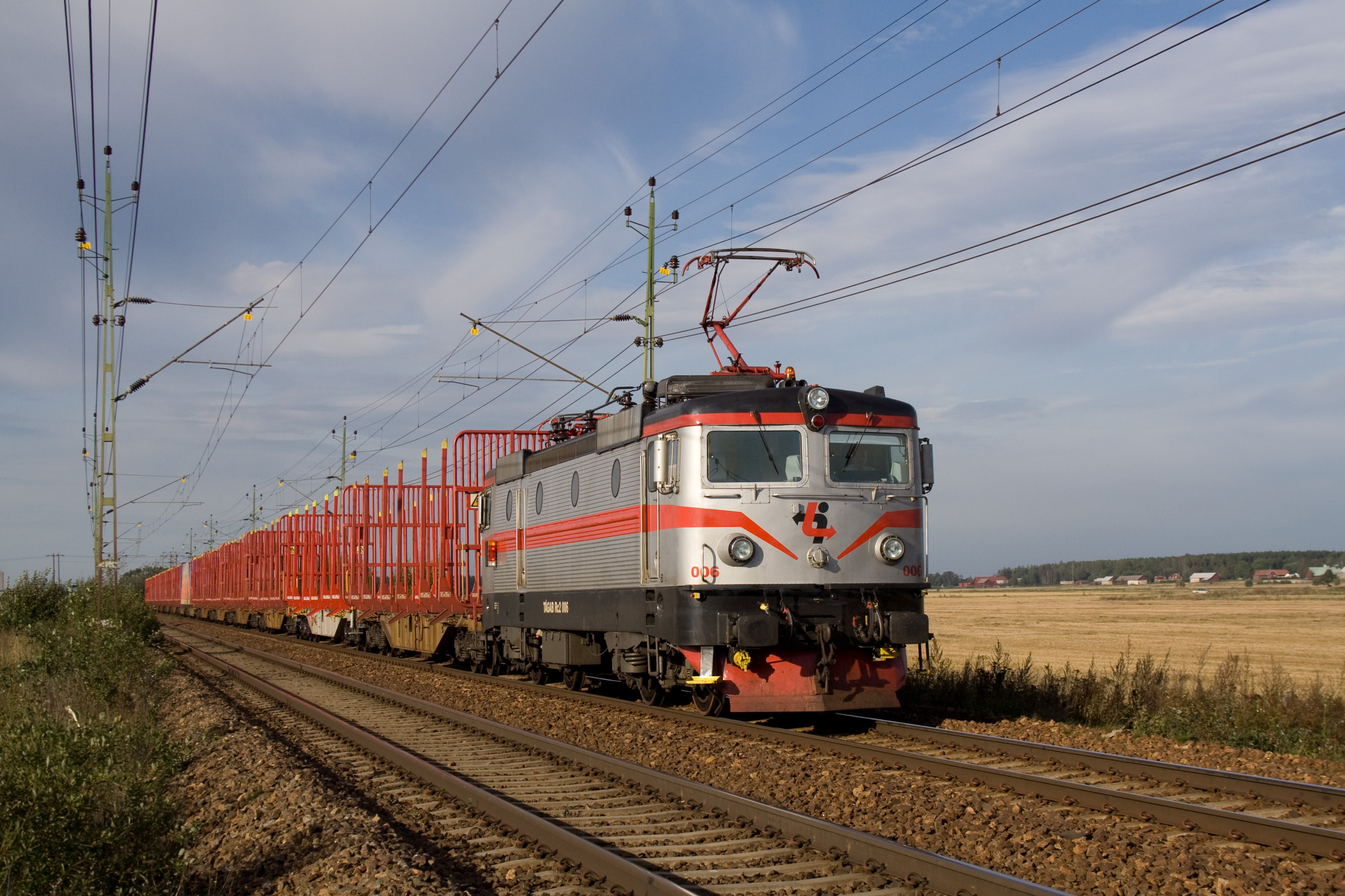
TAGAB所属の元1043形車両 2006年9月 ハルスベリ付近
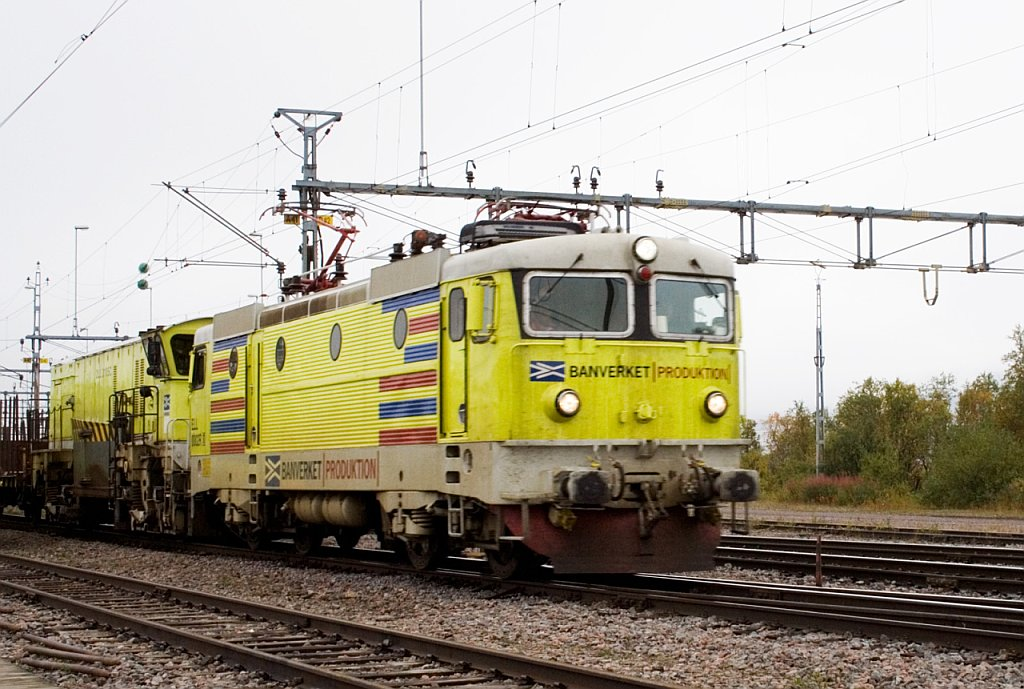
バンバケット所属のELL形（元1043形車両）
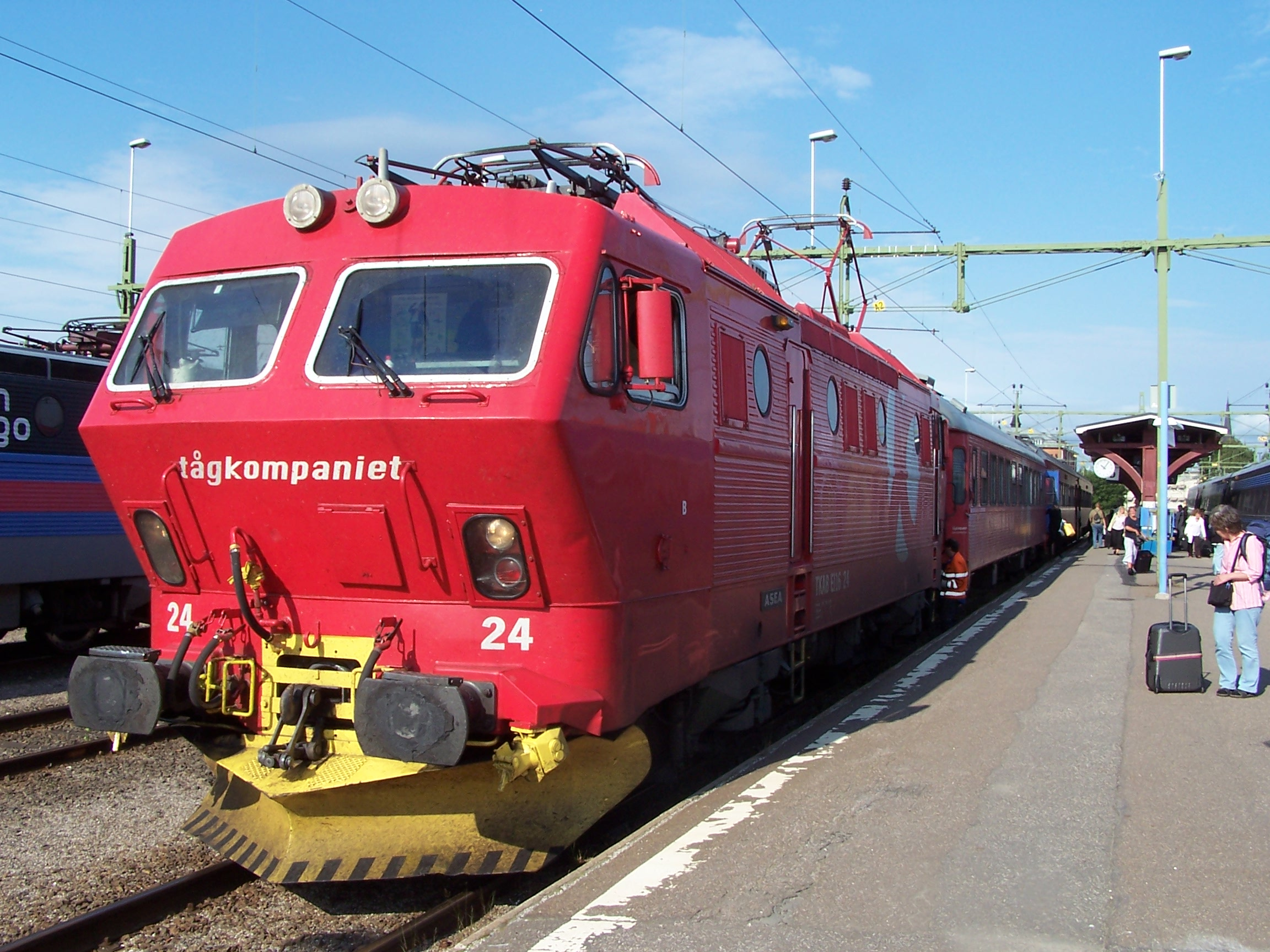
ノルウェー国鉄El16形
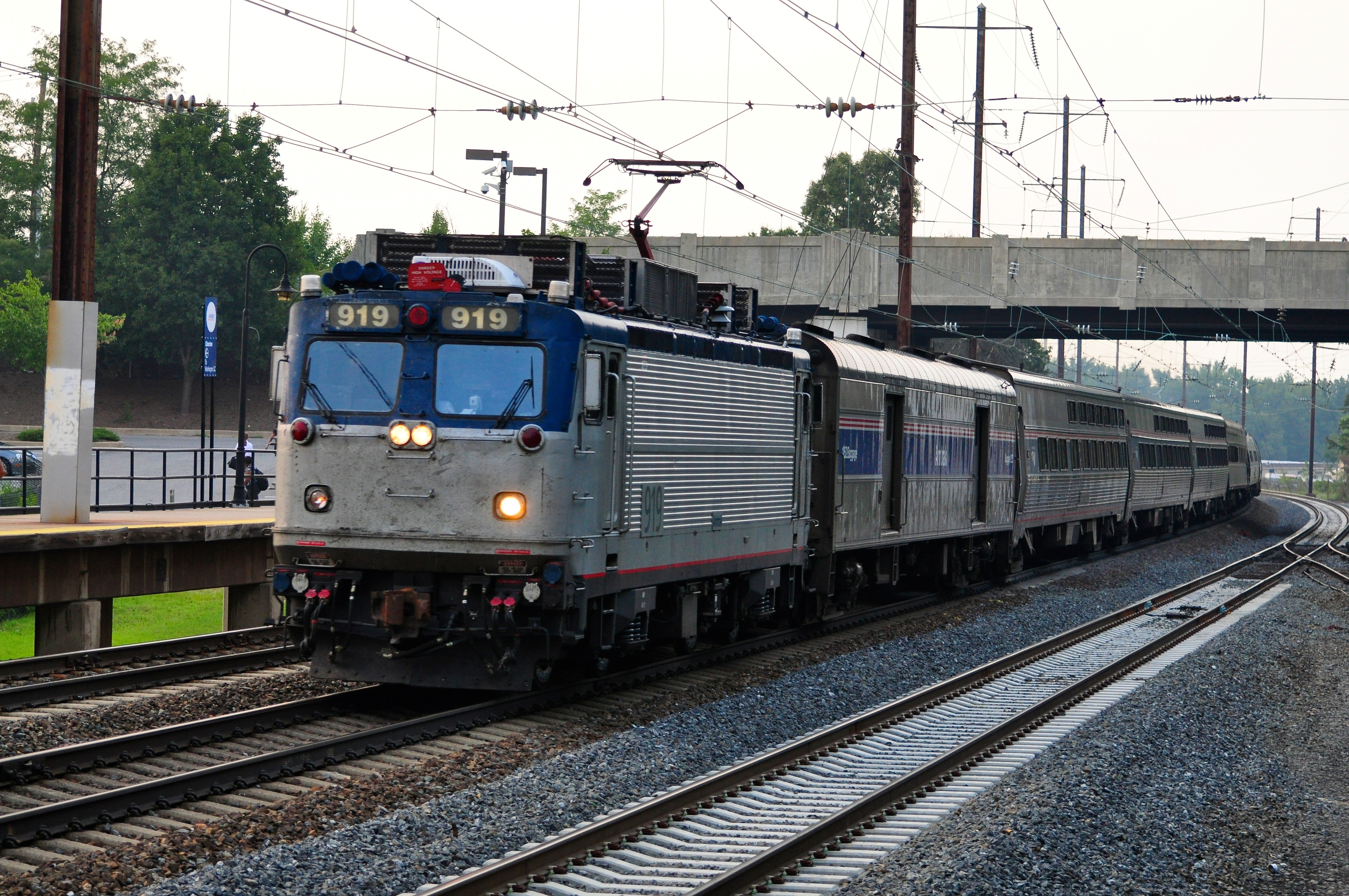
アムトラックAEM-7形